# Maruina duckhousei
Maruina duckhousei är en tvåvingeart som beskrevs av Freddy Bravo 2005. Maruina duckhousei ingår i släktet Maruina och familjen fjärilsmyggor. Inga underarter finns listade i Catalogue of Life.